# (403) Cyané
Pour les articles homonymes, voir Cyané.
(403) Cyané est un astéroïde de la ceinture principale découvert par Auguste Charlois le 18 mai 1895.